# Marie Lehmann
Marie Lehmann (Hamburgo, 15 de maio de 1851 — Berlim, 9 de dezembro de 1931) foi uma cantora lírica (soprano) alemã. Filha do tenor heróico Karl-August Lehmann e da harpista e cantora judia Maria Theresia Löw, era a irmã mais jovem da grande soprano Lilli Lehmann.

## Vida e carreira
Pouco se sabe da vida e carreira de Marie Lehmann pois ambas foram ofuscadas pela carreira mais brilhante de sua irmã mais velha, a grande soprano Lilli Lehmann. Lilli relata que ela e Marie receberam a mesma educação musical e o mesmo treino vocal de seus pais, especialmente de sua mãe, Maria Theresia Löw, depois da separação do casal. Sabe-se que Marie Lehmann era uma cantora bem treinada e cantou em 1876 juntamente com sua irmã na estréia mundial da tetralogia O Anel o Nibelungo de Wagner.
Como sua irmã, Marie também foi professora de canto. Melanie Kurt foi aluna de Marie e Lilli Lehmann. Marie Lehmann teve uma filha chamda Hedwig Helbig, a qual foi aluna, companheira de viagens, e gravou discos juntamente com Lilli Lehmann, sua tia.
Marie Lehmann debutou em 1867 na ópera de Leipzig no papel de Ännchen em Der Freischütz de Weber e obteve grande êxito. Daí cantou nas óperas de Hamburgo e Colônia; depois em 1879-82 no  Deutsches Landestheater em Praga. Em numerosas ocasiões, foi recebida como convidada a exemplo de sua famosa irmã Lilli Lehmann. Seu repertório teve um início espantoso. Saiu de casa como soprano coloratura e seguiu carreira de wagneriana. Como sua irmã, Lilli Lehmann,
ela cantou na primeira apresentação completa de O Anel do Nibelungo no Bayreuther Festspielhaus (13-17 de agosto de 1876). Então cantou os papéis de Wellgunde e Waltraute em Die Walküre.